# Dana Vollmer
Dana Vollmer (Syracusa, Estats Units 1987) és una nedadora estatunidenca, especialista en crol i estil papallona i guanyadora de quatre medalles olímpiques.

## Biografia
Va néixer el 13 de novembre de 1987 a la ciutat de Syracusa, població situada a l'estat de Nova York, si bé de ben petita la seva família establí la residència a Granbury (Texas).

## Carrera esportiva
Membre de la Universitat de Florida i posteriorment de la Universitat de Berkeley (Califòrnia), va destacar a nivell internacional amb la seva participació en els Jocs de l'Amistat l'any 2001, on va aconseguir la medalla de bronze en els relleus 4x100 metres estils.
Va participar, als 16 anys, en els Jocs Olímpics d'Estiu de 2004 realitzats a Atenes (Grècia), on va aconseguir guanyar la medalla d'or en els relleus 4x200 metres lliures juntament amb Natalie Coughlin, Carly Piper, Kaitlin Sandeno, Lindsay Benko, Rhi Jeffrey i Rachel Komisarz. En aquests mateixos Jocs participà en la prova individual de 200 metres lliures, on finalitzà en sisena posició, guanyant així un diploma olímpic. No pogué participar en els Jocs Olímpics d'estiu de 2008 realitzats a Pequín (República Popular de la Xina), ja que fallà en les proves de qualificació de l'equip nord-americà. En canvi sí que participà en els Jocs Olímpics d'Estiu de 2012 celebrats a Londres (Regne Unit), on va aconseguir guanyar tres medalles d'or: relleus 4x200 metres lliures, 100 metres papallona i relleus 4x100 metres estils.
Al llarg de la seva carrera ha guanyat vuit medalles en el Campionat del Món de natació, entre elles tres medalles d'or; sis medalles al Campionat del Món de natació en piscina curta, entre elles dues medalles d'or; tres medalles d'or als Jocs Panamericans; sis medalles als Campionats de Natació Pan Pacific, cinc d'elles d'or; dues medalles a la Universíada, una d'elles d'or; i una medalla de bronze als Jocs de l'Amistat.